# Danstedt
Danstedt là một đô thị thuộc huyện Harz, bang Sachsen-Anhalt, Đức. Đô thị Danstedt có diện tích 14,1 km², dân số thời điểm ngày 31 tháng 12 năm 2006 là 539 người.